# بخش مرکزی شهرستان خدابنده
بخش مرکزی شهرستان خدابنده قلتوق یکی از بخش‌های شهرستان خدابنده در استان زنجان ایران است .

## تقسیمات کشوری
- بخش مرکزی شهرستان خدابنده
  - دهستان خرارود
    - شهر: نوربهار

  - دهستان سهرورد
    - شهر: سهرورد

  - دهستان کرسف
    - شهر: قیدار
    - شهر: کرسف

## جمعیت
بنابر سرشماری مرکز آمار ایران، جمعیت بخش مرکزی شهرستان خدابنده در سال ۱۳۸۵ برابر با ۶۶۴۹۸ نفر بوده است .